# Josée, le Tigre et les Poissons
Pour plus de détails, voir Fiche technique et Distribution.
Josée, le Tigre et les Poissons (ジョゼと虎と魚たち, Joze to tora to sakanatachi) est un film d'animation japonais réalisé par Kōtarō Tamura et sorti en 2020.

## Synopsis
Nous rencontrons Josée, jeune femme de 24 ans qui est handicapée. Elle ne connaît rien du monde extérieur qui serait trop dangereux pour elle d’après sa grand mère qui l’élève. Un jour, lors d’une balade nocturne qui tourne mal, elle se retrouve projetée dans les bras de Tsuneo qui la rattrape. À la suite de cela, le jeune homme se retrouve engagé pour assister Josée. Cette dernière est une rêveuse. Elle veut découvrir les choses que jusque là, elle n’a pu que rêver. Tsuneo, quant à lui, enchaîne les petits boulots pour réaliser son rêve et partir étudier à l’étranger. C’est un jeune homme accompli qui sait ce qu’il veut faire au contraire de Josée qui a cependant un talent inné pour la peinture.
L’un l’autre se pousseront en avant et évolueront…

## Fiche technique
- Titre : Josée, le Tigre et les Poissons
- Titre original : ジョゼと虎と魚たち (Joze to tora to sakanatachi?)[1]
- Réalisation : Kōtarō Tamura
- Scénario : Sayaka Kuwamura, d'après l'œuvre de Seiko Tanabe
- Photographie : Nao Emoto
- Montage : Kumiko Sakamoto
- Musique : Evan Call
- Animation : Haruko Ilzuka
- Producteur : Shuzo Kasahara
- Société de production : Bones
- Société de distribution : Eurozoom
- Pays d'origine :  Japon
- Langue originale : japonais
- Format : couleur
- Genre : animation
- Durée : 98 minutes
- Dates de sortie :
  - Corée du Sud : 
    - 30 octobre 2020 (Festival international du film de Busan)
    - 31 mars 2021 (en salles)

  - Japon :
    - 7 novembre 2020 (Festival international du film de Tokyo)
    - 25 décembre 2020 (en salles)[1]

  - France :
    - 14 juin 2021 (Festival international du film d'animation d'Annecy)
    - 16 juin 2021 (en salles)

## Distribution
- Kaya Kiyohara (VF : Laetitia Liénart) : Kumiko Yamamura / Josée
- Taishi Nakagawa (VF : Rémi Caillebot) : Tsuneo Suzukawa
- Yume Miyamoto (VF : Nadège Monnett) : Mai Ninomiya
- Kazuyuki Okitsu (VF : Brice Montagne) : Hayato Matsura
- Lynn (VF : Lola Ledran) : Kana Kishimoto
- Chiemi Matsutera (VF : Cathy Cerda) : Chizu Yamamura
- Kengo Kawanishi : Yukichi
- Kanji Obana : Gondo
- Shintaro Moriyama : Nishida
- Masaki Terasoma : le médecin

## Manga
- Josee, le tigre et les poissons tome 1
  - 15 octobre 2020 Au Japon
  - 8 juin 2022 En France
- Josee, le tigre et les poissons tome 2
  - 3 décembre 2020 Au Japon
  - 14 septembre 2022 En France